# Dong (Panzhihua)
Dong (en chino simplificado, 东区; pinyin, Dōng qū, lit: oriente) es un distrito urbano bajo la administración directa de la ciudad-prefectura de Panzhihua. Se ubica en la provincia de Sichuan, centro-sur de la República Popular China. Su área es de 167 km² y su población total para 2010 fue más de 300 mil habitantes.

## Administración
El distrito de Dong  se divide en 10 pueblos que se administran en 9 subdistritos y 1 poblado.